# 上内田村
上内田村（かみうちだむら）は静岡県の西部、城東郡・小笠郡に属していた村である。現在の掛川市中部、東名高速道路の南側一帯にあたる。

## 地理
- 山：小笠山

## 歴史
- 1889年（明治22年）4月1日 - 町村制の施行により、板沢村、和田村、上内田村、子隣村、岩井寺村が合併して城東郡上内田村が発足。
- 1896年（明治29年）4月1日 - 郡制の施行により所属郡が小笠郡に変更。
- 1950年（昭和25年）10月10日 - 掛川町に編入。同日上内田村廃止。

## 神社仏閣
- 岩井寺